# Nikoła Żelazkow
Nikoła Żelazkow Dimitrow (bg. Никола Желязков Димитров; ur. 30 października 1968) – bułgarski zapaśnik walczący w stylu klasycznym. Olimpijczyk z Barcelony 1992, gdzie zajął jedenaste miejsce w kategorii 57 kg. 
Piąty na mistrzostwach Europy w 1992 roku.
- Turniej w Barcelonie 1992

Przegrał wszystkie walki, kolejno z  Remigijusem Šukevičiusem z Litwy, Patricem Mourierem z Francji i Amerykaninem Dennisem Hallem.